# Comuna Kunțeve, Novi Sanjarî
Kunțeve (în ucraineană Кунцеве) este o comună în raionul Novi Sanjarî, regiunea Poltava, Ucraina, formată din satele Balivka, Hanji, Kunțeve (reședința), Sobkivka și Visîci.

## Demografie
Componența lingvistică a comunei Kunțeve
     Ucraineană (97,4%)
     Rusă (2,49%)
     Alte limbi (0,11%)
Conform recensământului din 2001, majoritatea populației comunei Kunțeve era vorbitoare de ucraineană (97,4%), existând în minoritate și vorbitori de rusă (2,49%).